# Dymasius brevipes
Dymasius brevipes är en skalbaggsart som beskrevs av Holzschuh 1991. Dymasius brevipes ingår i släktet Dymasius och familjen långhorningar. Inga underarter finns listade i Catalogue of Life.